# Henry Nielsen
Henry Nielsen (ur. 2 października 1910 w Nørresundby, zm. 18 listopada 1969 w Hillerød) – duński lekkoatleta, długodystansowiec, medalista mistrzostw Europy z 1934.
24 lipca 1934 w Sztokholmie poprawił rekord świata w biegu na 3000 metrów czasem 8:18,4, poprawiając dotychczasowy rekord należący do Janusza Kusocińskiego o 0,4 sekundy. Kusociński był w tym biegu drugi.
Na mistrzostwach Europy w 1934 w Turynie Nielsen zdobył brązowy medal w biegu na 10 000 metrów. Pokonali go jedynie reprezentanci Finlandii Ilmari Salminen  i Arvo Askola. 
Nielsen startował w begu na 5000 metrów na  igrzyskach olimpijskich w 1936 w Berlinie, ale odpadł w eliminacjach.
Dwukrotnie poprawiał rekord Danii w biegu na 5000 metrów (do czasu 14:52,6 10 lipca 1934 w Kopenhadze), a raz w biegu na 10 000 metrów (31:13,4 21 sierpnia 1933 w Østerbro).